# Vadnagar
Vadnagar ist eine Stadt im indischen Bundesstaat Gujarat.
Die Stadt ist der Teil des Distrikt Mehsana. Vadnagar hat den Status einer Municipality. Die Stadt ist in 6 Wards gegliedert.

## Demografie
Die Einwohnerzahl der Stadt liegt laut der Volkszählung von 2011 bei 27.790. Vadnagar hat ein Geschlechterverhältnis von 971 Frauen pro 1000 Männer und damit einen für Indien üblichen Männerüberschuss. Die Alphabetisierungsrate lag bei 80,5 % im Jahr 2011. Knapp 92 % der Bevölkerung sind Hindus, ca. 7 % sind Muslime und ca. 1 % gehören einer anderen oder keiner Religion an. 12,3 % der Bevölkerung sind Kinder unter 6 Jahren.

## Infrastruktur
Die Stadt wird vom Bahnhof Vadnagar bedient, der sie mit dem Rest Indiens verbindet.

## Söhne und Töchter der Stadt
- Narendra Modi (* 1950), Politiker (BJP), Chief Minister des Bundesstaates Gujarat und 14. Premierminister Indiens